# Rosario (udde)
Rosario är en udde i Antarktis. Den ligger i Västantarktis. Argentina, Chile och Storbritannien gör anspråk på området.
Terrängen inåt land är huvudsakligen kuperad, men söderut är den platt. Havet är nära Rosario åt sydost. Trakten är glest befolkad. Närmaste befolkade plats är Rothera Research Station, 14,6 kilometer sydväst om Rosario. 